# حدث مولدي
حدث مولدي (بالإنجليزية: Mulde)‏، ثاني حدث من الثلاثة أحداث للانقراضات الطفيفة نسبيا (إيرفكن ومولدي ولاو) خلال العصر السيلوري. وهو حدث نقص الأكسجين قد تزامن مع الانخفاض العالمي في مستوى سطح البحر، وتبعه رحلة في النظائر الجيوكيميائية. وتتزامن بدايته مع ترسب تكوين فرول في غوتلاند. وتعتبر مخروطيات الأسنان أكثر ما لوحظ في هذا الانقراض، وعلى أية حال، من المحتمل أن تمثل تغييراً في البيئة الترسبية للتسلسلات الرسوبية بدلاً من الانقراض البيولوجي الحقيقي.